# Мохов, Степан Александрович
Степан Александрович Мохов (род. 22 января 1981, Усть-Каменогорск) — российский хоккеист, защитник.

## Биография
Воспитанник усть-каменогорского ШВСМ, первый тренер Станислав Михайлович Фролов, затем перешёл в омский «Авангард». В сезонах 1996/97 — 1997/98 играл за фарм-клуб «Авангарда». Выступал за клубы «Северсталь-2» (1998/99, также провёл один матч за «Северсталь» в РХЛ и три за «Северсталь-3»), «Металлург» Новокузнецк (1999/2000), «Спартак» Москва (2000/01 — 2001/02), ТХК (2002/03), «Крылья Советов» (2003/04 — 2006/07, 2007/08), «Лада» (2007), МХК «Крылья Советов» (2008/09), «Саров» (2009/10 — 2011/12), «Титан» (2012/13).
Участник чемпионата мира среди юниоров (1999). На драфте НХЛ 1999 года был выбран в 2-м раунде под общим 63-м номером клубом «Чикаго Блэкхокс».